# Miesesgambiet
Het miesesgambiet is de naam van een tweetal gambieten in de opening van het schaken. Ze zijn vernoemd naar de Duitse schaakmeester Jacques Mieses.

## Het miesesgambiet in de Scandinavische verdediging
Het miesesgambiet of mieses-kotrocgambiet is een variant in de Scandinavische opening. Ze is ingedeeld bij de halfopen spelen. De variant wordt ook wel het leonhardtgambiet genoemd. Het gambiet heeft als beginzetten: 1.e4 d5 2.ed Dd5 3.Pc3 Da5 4.b4 (diagram).

## Het miesesgambiet in de Weense opening
Het miesesgambiet of meitner-miesesgambiet is ook de naam van een variant van de Weense opening, en het gambiet is ingedeeld bij de open spelen. De openingszetten zijn: 1.e4 e5 2.Pc3 Pc6 3.Lc4 Lc5 4.Dg4 Df6 5.Pd5 (diagram). Zwart kan het gambiet aannemen door Df2+ te spelen.